# Hrvatska (Zagreb, 1886.)
Hrvatska je bio hrvatski dnevnik iz Zagreba. 
Izlazile su od 1. veljače 1886. do 30. studenoga 1895. godine, svakim danom osim nedjelje. 
Nastavljale su baštinu dnevnika Sloboda.
Vlasnici i izdavači bili su:  Ivan Krajač, Gj. Rukavina, Eugen Kumičić, Martin Lovrenčević i Vjekoslav Fleišer.
Uređivali su ih: 
- S. Štiglić
- Ignjat Korošec
- Eugen Kumičić
- Stjepan Zavrlić
- Josip Kukor
- Josip F. Opava
- Martin Lovrenčević
- Vjekoslav Fleišer
- August Harambašić

Na baštinu dnevnika Hrvatske nastavlja se dnevni list Hrvatska domovina.